# Clase Quito
La Clase Quito son una serie de tres lanchas misileras de construidas en Alemania para la Armada del Ecuador a mediados de la década de 1970.
La construcción de las lanchas misileras inicia en el plan cobra para el fortalecimiento de la armada y complementar a las lanchas torpederas clase manta y crear el escuadrón de lanchas misileras esclan. Para su detección fueron equipados con el sistema vega para cumplir misiones de vigilancia de superficie y aérea, detección de tiro y asignación de blancos.Cuenta con detector de radar de banda X c&s y un radar secundario YFF para identificación de unidades amigas y enemigas. Se instaló el sistema ITS con misiles superficie superficie MM-38 Exocet. Actualmente los buques fueron modernizados para seguir en el servicio activo.
la construcción de tres lanchas clase "Quito", tipo TNC 45 Seawolf, de 45 m de eslora, 268 t de desplazamiento, propulsadas por 4 motores MTU de 3500 HP, con 3 generadores MWM de 18 kW y una velocidad máxima de 40 nudos. Para la detección fueron equipadas con el Sistema Vega para cumplir funciones de vigilancia de superficie y aérea, dirección de tiro y asignación de blancos a las armas; con un Detector de Radar de las bandas X, C y S; con un radar secundario IFF para identificación de unidades amigas/enemigas y con Miras Ópticas para designación de emergencia. En cuanto a su armamento se instaló un Sistema ITS con 4 misiles superficie- aire MM-38 Exocet, un cañón automático de doble propósito OTOMELARA de 76/62 mm y una ametralladora antiaérea doble OERLIKON tipo GDM-A de 35 mm.
El 25 de agosto de 1976 arriba la primera unidad a Puerto Nuevo, la LAE "Quito" y a las 15.50 h se iza por primera vez el pabellón nacional en aguas ecuatorianas, posteriormente en febrero y agosto de 1977 arriban las lanchas "Guayaquil" y "Cuenca" respectivamente. Con el arribo de estas unidades la DIVTOR cambia su nombre al de Comando del Escuadrón de Lanchas Rápidas, COELAR y más tarde al del Escuadrón de Lanchas Rápidas, ESCLAR. Las nuevas unidades fueron clasificadas como LM-31 y LM-33 respectivamente. 
- Datos: Q97162656